# Andrzej Przeździecki (siatkarz)
Andrzej Przeździecki (ur. 27 listopada 1967) – polski siatkarz, rozgrywający. Mistrz (1990) i reprezentant Polski.

## Kariera sportowa
W ekstraklasie debiutował w sezonie 1985/1986 w barwach AZS Olsztyn. Po spadku AZS z ligi w 1987 przeszedł do Stilonu Gorzów Wielkopolski. W gorzowskim zespole występował w zakończonym spadkiem z ekstraklasy sezonie 1987/1988 oraz przez dwa kolejne sezony drugoligowe 1988/1989 i 1989/1990. W sezonie 1990/1991 powrócił do AZS Olsztyn i wywalczył z tym klubem mistrzostwo Polski. W latach 1991–1993 był zawodnikiem Czarnych Radom, następnie grał w niemieckim SC Wiler.